# جوزپه پانکارو
جوزپه پانکارو (به ایتالیایی: Giuseppe Pancaro) (زاده ۲۶ اوت ۱۹۷۱ بازیکن فوتبال بازنشسته ایتالیایی است که از سال ۱۹۹۹ میلادی عضو تیم ملی ایتالیا بوده و در ۱۹ بازی ملی حضور داشته‌است.
او به همراه میلان قهرمان لیگ قهرمانان اروپا شد.